# Stan Helsing
Stan Helsing és una pel·lícula de comèdia de terror del 2009 escrita i dirigida per Bo Zenga. És protagonitzada per Steve Howey, Diora Baird, Kenan Thompson, Desi Lydic i Leslie Nielsen. Estrenada el 23 d'octubre de 2009 per Anchor Bay Entertainment, la pel·lícula és similar a la sèrie cinematogràfica Scary Movie i és una paròdia de pel·lícules de terror. S'ha doblat i subtitulat al català.

## Repartiment
- Steve Howey com a Stan Helsing
- Diora Baird com a Nadine
- Kenan Thompson com a Teddy
- Desi Lydic com a Mia
- Leslie Nielsen com a Kay
- Travis MacDonald com a Hitcher
- Chad Krowchuk com a Sully